# Język kiamu
Język kiamu – wymierający dialekt języka suahili, używany w Kenii na wyspie Lamu. Szacuje się, że w roku 2004 mówiło nim około 1000 osób.